# Palazzo Albergati
Il Palazzo Albergati è un palazzo rinascimentale situato in via Saragozza 26-28 nel centro di Bologna, in Italia. Ospita esposizioni temporanee.

## Storia

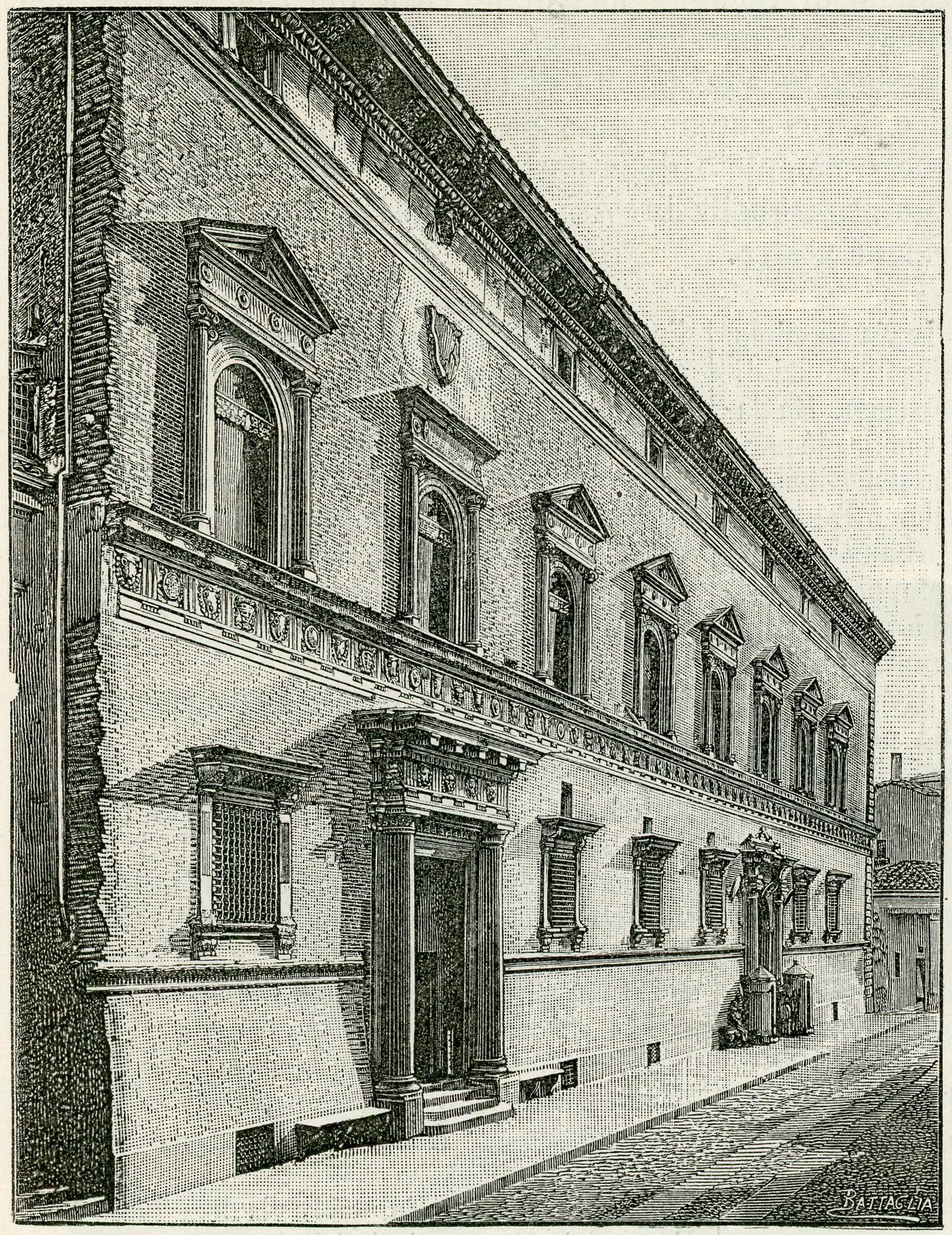
Il palazzo in una xilografia del 1900

La costruzione del palazzo fu iniziata il 29 aprile 1519 per ospitare la famiglia Albergati. Nel 1540 il palazzo fu ampliato in via Malpertuso, con il rifacimento di vari dettagli e ornamenti esterni. Nel XIX secolo, il palazzo a causa della scomparsa della famiglia Albergati, fu diviso in vari appartamenti.
All'interno del cortile dello stabile vi è un giardino di origine romana risalente al I d.C.
La progettazione del complesso è incerta e viene probabilmente attribuita a Baldassarre Peruzzi o a Domenico da Varignana. Internamente all'edificio vi sono numerosi stucchi e affreschi risalenti al XVII e al XVIII secolo ad opera di Francesco Gessi, Bartolomeo Cesi e Andrea Sirani.
L'8 agosto del 2008 un incendio ne ha danneggiato gravemente la struttura degli ultimi piani ed i vari affreschi, ma il palazzo è stato riaperto dopo lunghi restauri nel 2014 per essere adibito, fino ad oggi, a sede di varie mostre d'arte.
Vi è una villa dal nome omonimo, costruita nel XVII secolo, nel comune di Zola Predosa, che era di proprietà della stessa famiglia.
Nel palazzo Albergati nacque la celebre musicista, compositrice e salottiera Maria Brizzi Giorgi.

### Principali esposizioni temporanee
- Animali fantastici. Il giardino delle meraviglie, a cura di Gianluca Marziani (07 dicembre 2023 - 5 maggio 2024)[10].
- Jago, Banksy, TvBoy e altre storie controcorrente, a cura di Piernicola Maria Di Iorio (11 novembre 2022 - 7 maggio 2023).
- Monet e gli Impressionisti, a cura di Marianne Mathieu (02 febbraio 2021 - 21 febbraio 2021).
- Chagall. Sogno e magia, a cura di Durán Úcar Dolores (19 settembre 2019 - 01 marzo 2020).
- Duchamp Magritte Dalì. I rivoluzionari del '900, a cura di Adina Kamien-Kazhdan e David Rockefeller (16 ottobre 2017 - 25 febbraio 2018).
- La Collezione Gelman: arte messicana del XX secolo. Frida Kahlo, Diego Rivera, RufinoTamayo, María Izquierdo, David Alfaro Siqueiros, Ángel Zárraga, a cura di Gioia Mori ( 19 novembre 2016 - 26 marzo 2017)[11].
- Barbie. The icon, a cura di Massimiliano Capella (18 maggio 2016 - 02 ottobre 2016).
- Escher, a cura di Marco Bussagli e Federico Giudiceandrea ( 11 marzo 2015 - 19 luglio 2015).